# Teupin Bayu
Teupin Bayu is een bestuurslaag in het regentschap Aceh Utara van de provincie Atjeh, Indonesië. Teupin Bayu telt 1175 inwoners (volkstelling 2010).